# ゴジラサウルス
ゴジラサウルス（学名 : Gojirasaurus）は、中生代三畳紀の北アメリカに棲息していた獣脚類コエロフィシス科に属する中型肉食恐竜である。模式種はG.クエイイ(G.quayi)であるが、現在まで知られているゴジラサウルス属はこの一種のみである。

## 概要

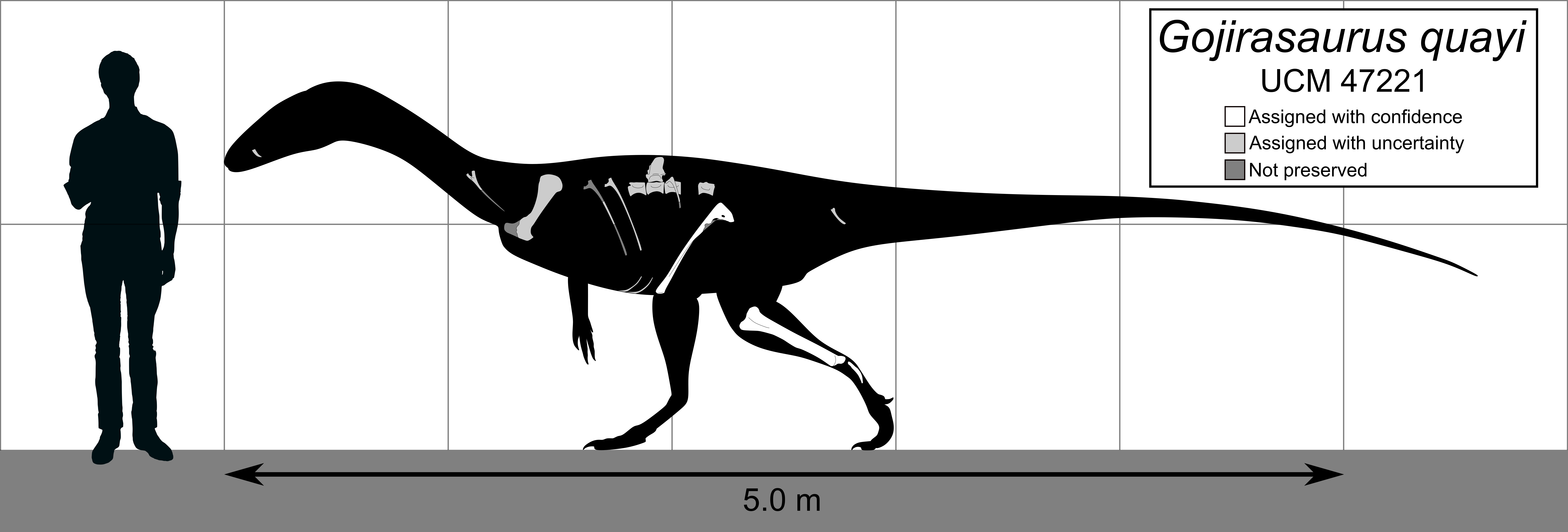
既知の化石要素

アメリカ合衆国ニューメキシコ州クワイ郡（Quay County）のレヴェルト・クリーク（Revuelto Creek）で、骨格の一部（肋骨、椎骨、血道弓、肩甲骨、腹肋骨、恥骨、脛骨、中足骨、歯など）が発見され、1997年にケネス・カーペンター博士によって新属新種として記載された。2億2000万年前から2億900万年前の三畳紀後期頃に生息していたと考えられている。発見された個体は亜成体と見られ、体長はおよそ5.5m、体重は150-200kg程度と推定されている。成体では6.5m前後になると推定されており、コエロフィシス科の中でも大型の種で、当時の肉食恐竜としては最大級のものである。
命名者（記載者）であるケネス・カーペンターは、東京生まれの古生物学者で、日本人の母と幼少時に共にゴジラの映画を観たことが恐竜学の道に進むきっかけとなった人物である。怪獣マニアでもある彼は、新種の恐竜に「怪獣王」の異名をとるゴジラの名を冠した。学名の綴りが映画「ゴジラ」の英語版の表記であるGodzilla（発音は“ガッヅィーラ”に近い）ではなくGojiraなのは、博士が「日本の怪獣なので日本語の発音を尊重したから」と語っている。
なお、この恐竜の発見の6年前にゴジラシリーズ（『ゴジラvsキングギドラ』）の中に「ゴジラザウルス」という架空の恐竜が登場している。

## 文献
- 【原記載】Carpenter, K. 1997. A giant coelophysoid (Ceratosauria) theropod from the Upper Triassic of New Mexico, USA. Neues Jahrbuch für Geologie und Paläontologie Abhandlungen 205 (2) : 189-208.